# Trogopterus xanthipes
Lo scoiattolo volante dai denti complessi (Trogopterus xanthipes Milne-Edwards, 1867), unica specie del genere Trogopterus Heude, 1898, è uno scoiattolo volante endemico della Cina. In passato ne erano state descritte ben cinque specie, ma attualmente gli studiosi ritengono che appartengano tutte a un'unica specie, T. xanthipes appunto. Il suo parente più stretto è lo scoiattolo volante dai piedi pelosi (Belomys pearsonii).

## Descrizione
Questa specie deve il proprio nome comune al particolare aspetto della dentatura, diversa da quella di tutti gli altri scoiattoli volanti. Nella morfologia, però, non si differenzia molto dai suoi simili, tranne che per due lunghi ciuffi di peli neri alla base delle orecchie. La pelliccia è grigio-bruna sul dorso e bianca sul ventre. Sia la faccia che la coda sono leggermente rossicce. La lunghezza testa-corpo si aggira sui 26,7-30,5 cm, mentre quella della coda sui 26,7–28 cm.

## Distribuzione e habitat
Lo scoiattolo volante dai denti complessi vive nelle foreste montane della Cina centrale e occupa un areale molto esteso, che comprende gli Stati di Tibet, Sichuan, Yunnan, Guizhou, Gansu, Henan, Shaanxi, Shanxi, Hebei, Liaoning, Pechino, Hubei e Qinghai.

## Biologia
Lo scoiattolo volante dai denti complessi costruisce i propri nidi all'interno delle cavità delle falesie, di solito a circa 30 m di altezza dal suolo. Occupa terreni montuosi a 1300–1500 m di quota, ma talvolta si spinge fino a 2750 m. Ha abitudini notturne e col favore delle tenebre abbandona il nido per andare alla ricerca di noci, frutta e ramoscelli.

## Conservazione
Questa specie è minacciata sia dalla distruzione delle foreste che dalla caccia. Nella medicina tradizionale cinese le sue feci, note come «grasso dei cinque spiriti» (wǔ líng zhī), sono considerate un rimedio che attiva la circolazione del sangue.